# Dirty Little Secret
Dirty Little Secret hette låten som powerpopbandet The All-American Rejects slog igenom med. Den kom på singel 2005. Deras senaste album hette Move Along. Låten "Dirty little secret" finns med i filmerna "John Tucker must die" och "She's the man".